# Escala de Kinsey

A Escala de Kinsey indica a orientação sexual de um individuo.

A escala de Kinsey tenta descrever o comportamento sexual de uma pessoa ao longo do tempo e em seus episódios num determinado momento. Ela usa uma escala iniciando em 0, com o significado de um comportamento exclusivamente heterossexual, e terminando em 6, para comportamentos exclusivamente homossexuais. A escala de Kinsey descreve, portanto, a orientação sexual de acordo com a monosexualidade, onde temos apenas dois sexos: o masculino e o feminino. 
Esta escala não contabiliza a váriavel aleatória de indivíduos com síndrome de Klinefelter, ou seja com o cromossoma sexual XXY, que por si equivale a uma pequena percentagem da população (cerca de 0,05%). Em estudos posteriores, Alfred Kinsey, Wardell Pomeroy et al. publicam os livros Sexual Behavior in the Human Male (1948) e Sexual Behavior in the Human Female (1953), introduzindo também os assexuais.

## Introdução à Escala de Kinsey
Kinsey escreveu em tradução livre:
Os homens não são representados através de duas populações discretas, heterossexual e homossexual. O mundo não é subdividido em carneiros e cabras. É um fundamento da taxonomia que a natureza raramente pode ser tratada em categorias discretas... O mundo em que vivemos é contínuo em todos e em cada um dos aspectos.

Quando se enfatiza a continuidade das graduações entre os heterossexuais e homossexuais exclusivos ao longo da história, parece ser desejável desenvolver uma gama de classificações que podem ser amparadas em quantidades relativas de experiências e respostas heterossexuais e homossexuais em cada caso... Um indivíduo pode ser associado numa posição da escala em cada período de sua vida... Uma escala de sete categorias aproxima-se de representar as várias graduações que existem atualmente (Kinsey, et al. (1948). pp. 639, 656) 
A escala é representada abaixo:
| Nível | Descrição                                                          |
| ----- | ------------------------------------------------------------------ |
| 0     | Exclusivamente heterossexual                                       |
| 1     | Predominantemente heterossexual, apenas eventualmente homossexual  |
| 2     | Predominantemente heterossexual, embora homossexual com frequência |
| 3     | Bissexual                                                          |
| 4     | Predominantemente homossexual, embora heterossexual com frequência |
| 5     | Predominantemente homossexual, apenas eventualmente heterossexual  |
| 6     | Exclusivamente homossexual                                         |
| X     | Assexual                                                           |

## Estudos de Kinsey
- Homens: 11,9% dos homens brancos, com idade entre 20 e 35 anos puderam ser classificados no nível 3 da escala num período de suas vidas.[1] O estudo também mostrou que 10% dos homens americanos pesquisados eram "mais ou menos exclusivamente homossexuais durante pelo menos três anos entre as idades de 16 e 55" (na faixa de 5 a 6).
- Mulheres: 7% das mulheres solteiras, com idade entre 20 e 35 anos e 4% de mulheres que já se casaram, com idade entre 20 e 35 anos puderam ser classificadas no nível 3 num período se suas vidas.[2] Entre 2 a 6% das mulheres, com idade entre 20 e 35 anos, puderam ser classificadas no nível 5[3] e entre 1 a 3% das mulheres solteiras com idade entre 20 e 35 puderam ser classificadas no nível 6.[4]